# Gap junction
| a- Stängd b- Öppen c- connexon |  | d- conexinmonomer e- plasmamembran f- intercellulärt utrymme |  | g- 2-4 nm mellanrum h- hydrofil kanal |

Gap junction, eller på svenska: kanalförbindelse, som föreslagits av svenska biotermgruppen, är en typ av cellkontakt som gör att joner kan passera mellan membranen. Gap junctions återfinns i djurceller och bildar kanaler mellan cellerna. Kanalerna består av två rörformiga connexoner, en i varje membran. Varje connexon är uppbyggt av sex vävnadsspecifika connexiner. Genom gap junctions transporteras joner, näringsämnen och signalsubstanser till granncellerna som t.ex. kan koordineras till att kontrahera samtidigt. Exempel på det sistnämnda är hjärtmuskulatur och livmodermuskulatur innan förlossning. Gap junctions regleras av en mängd olika faktorer, t.ex. stängs de vid höga koncentrationer av kaliumjoner som kan uppstå exempelvis vid skador på celler. Gap junctions saknar förbindelser med cytoskelettet.